# Юлішев
Юлішев (пол. Juliszew) — село в Польщі, у гміні Слубіце Плоцького повіту Мазовецького воєводства.
Населення — 219 осіб (2011).
У 1975-1998 роках село належало до Плоцького воєводства.

## Демографія
Демографічна структура станом на 31 березня 2011 року:
|          | Загалом | Допрацездатний вік | Працездатний вік | Постпрацездатний вік |
| -------- | ------- | ------------------ | ---------------- | -------------------- |
| Чоловіки | 105     | 21                 | 72               | 12                   |
| Жінки    | 114     | 30                 | 67               | 17                   |
| Разом    | 219     | 51                 | 139              | 29                   |